# Bhopal (Division)
Die Division Bhopal (Hindi भोपाल संभाग) ist eine Division des indischen Bundesstaates Madhya Pradesh. Die Hauptstadt ist Bhopal.

## Geschichte
Die Division wurde nach dem States Reorganisation Act 1956 eingerichtet, nachdem der Bundesstaat Bhopal aufgelöst und an Madhya Pradesh angegliedert worden war. Aus dem Südteil dieser Division wurde am 27. August 2008 die neue Division Narmadapuram gebildet.

## Distrikte
Die Division Bhopal ist in fünf Distrikte aufgeteilt:
| Distrikt | Hauptstadt | Fläche in km² | Einwohner (Stand: 2011) | Bev.-Dichte in E/km² |
| -------- | ---------- | ------------- | ----------------------- | -------------------- |
| Bhopal   | Bhopal     | 2.772         | 2.371.061               | 855                  |
| Raisen   | Raisen     | 8.466         | 1.331.597               | 157                  |
| Rajgarh  | Rajgarh    | 6.153         | 1.545.814               | 251                  |
| Sehore   | Sehore     | 6.578         | 1.311.332               | 199                  |
| Vidisha  | Vidisha    | 7.371         | 1.458.875               | 198                  |